# Phelipara nebulosa
Phelipara nebulosa är en skalbaggsart som först beskrevs av Aurivillius 1922.  Phelipara nebulosa ingår i släktet Phelipara och familjen långhorningar. Inga underarter finns listade i Catalogue of Life.